# Sajadiyeh
Sajadiyeh (em persa: سجاديه, também romanizada como Sajādīyeh) é uma aldeia do distrito rural de Langarud, no condado de Abbasabad, da província de Mazandaran, Irã.
No censo de 2006, sua população era de 867 habitantes, em 248 famílias.